# 横井英樹襲撃事件
横井英樹襲撃事件（よこいひできじゅうげきじけん）は、1958年（昭和33年）6月11日に、実業家・横井英樹が金銭トラブルから暴力団安藤組組員・千葉一弘に銃撃された事件である。

## 事件の顛末
白木屋の乗っ取りのため資金集めに奔走していた横井は、1952年（昭和27年）に元侯爵の蜂須賀正氏が、三田綱町の約1千坪の敷地を数千万円で売却したことを聞きつける。
さっそく横井は蜂須賀のもとを訪れ、「白木屋の株を買い占めて。1年のうちに僕が社長になったら、借りたお金の2倍、いや2倍の利益を。蜂須賀さんにお約束します。3000万円貸していただけるのでしたら、年、2割の利息をお約束します」と頼み込んで融資を受けた。しかし横井は返済期日になっても元本はおろか利息すら払おうとせず、その後1000万円返したところで、蜂須賀が急死してしまう。
蜂須賀の妻・智恵子は訴訟を起こし、最高裁は横井に2000万円の支払いを命じるが、横井は返そうとはしなかった。新車のキャデラックを乗り回し、箱根の強羅や那須に別荘を持ち、戦後の引揚船を観光遊覧船に改装した「興安丸」を所有しているなど、横井の財産価値は数十億円に上るものだったが、名義は実弟など他人のものにされており、実際に裁判所が差し押さえたのは郵便貯金の3万9000円のみだった。
困り果てた智恵子は、三栄物産代表取締役の元山富雄に相談をし、元山は1958年6月、安藤組の安藤昇組長に取り立てをしてもらえないかと頼んだ。なお、安藤は白木屋の株主総会で横井側の総会屋となっていた。

## 襲撃当日
1958年6月11日午後3時、安藤昇（当時32歳）は元山富雄とともに、銀座8丁目の第2千成ビル8階にあった東洋郵船本社を訪れて横井と交渉した。しかし横井は「その件なら話はついているはずですが」と支払いを拒否し、さらに「日本の法律ってやつは借りた方に便利にできてるんだ。なんなら君たちにも金を借りて返さない方法を教えてやろうか」とうそぶく。元山と安藤は一旦会社を後にする。
同日午後7時10分、安藤組赤坂支部・千葉一弘（後の住吉会住吉一家石井会相談役　当時25歳）が、東洋郵船本社の社長室に押し入り、横井をFN ブローニングM1910で1発銃撃した。横井は右腕から左肺と肝臓右を貫通し右わき腹に達する銃弾を受け、意識不明の重体に陥ったがかろうじて一命は取り留めた。その手術の際、撃ち込まれた弾丸は取り出すことができなかった。
千葉は逃走。警視庁は横井に対する恐喝容疑で安藤昇を全国指名手配した。

## 逮捕とその後
1958年6月16日夕方、安藤組大幹部・花形敬（当時28歳）にも逮捕状が出され、神宮外苑で逮捕された。同年7月15日に、安藤昇と安藤組大幹部・島田宏が神奈川県葉山町の別荘で、7月22日に、千葉一弘と東興業専務・志賀日出也が山梨県内で、それぞれ逮捕された。7月23日、安藤組・小笠原郁夫が自首。北海道旭川市内で、安藤組大幹部・花田瑛一も逮捕された。右翼の佐郷屋留雄は横井英樹を説得し、「減刑嘆願書」を取り付けた。
同年12月25日、東京地裁にて安藤昇は懲役8年、志賀日出也は懲役7年、千葉一弘は懲役6年、島田宏は懲役2年、花形敬は懲役1年6か月、花田瑛一は懲役1年6か月、小笠原郁夫は懲役1年の実刑判決を受けた。安藤は中野分類刑務所に、志賀と島田は胸部疾患のため八王子医療刑務所に、花形は宇都宮刑務所に、花田は網走刑務所に収監された。
警視庁ではこの事件を教訓として、同年11月、警視庁刑事部に暴力団捜査の専務課である捜査第4課（現：組織犯罪対策部組織犯罪対策第4課）が設置された。
1964年（昭和39年）9月15日、安藤組長は、6年2か月の服役を経て、仮釈放で前橋刑務所を出所。同年11月、対立組織との抗争で配下の西原健吾が殺されたのをきっかけに、12年の歴史を持つ安藤組の解散を決意。同年12月9日に千駄ヶ谷区民講堂で「安藤組解散式」を行った。これは暴力団の自主解散第1号であった。
横井はその後、ホテルニュージャパンの社長に就任した際「俺は身体にピストルの弾が入っているんだ。お前らはタマはあそこの2つだけだろう！だが俺はお前らとちがって1つ多いんだ！俺にはタマが3つあるんだ！！」と、この事件をネタにホテルの従業員一同に豪語しており、実際に1998年に横井が逝去し、荼毘に付された横井の遺骨から、前述にあった「身体に食い込んで摘出できなかった銃弾」が見つかっている。
また、安藤は横井の死後、タマが3つあると豪語した生前の横井を振り返って「アイツは金が好きだったからな」と皮肉を述べている。

## 映画
1960年に、小笠原郁夫の逃走を助けたとして逮捕された読売の新聞記者、三田和夫の手記を原作とした『非情都市』が公開された。三田は『生きているユダ』の中でゲスな記者として描写されている。後に正論新聞を興しブラックジャーナリズムの雄として名前を残した。
安藤組解散後に製作された1973年の『実録安藤組 襲撃篇』と1976年の『安藤昇のわが逃亡とSEXの記録』は横井襲撃事件とその後の安藤の逃亡・逮捕を描いた映画である。また、1965年の『血と掟』と1974年の『安藤組外伝 人斬り舎弟』でも、事件の模様が描かれている。
『非情都市』以外の4作品は、俳優に転身した安藤が本人役で主演している。